# Dulius
Dulius is een geslacht van kevers uit de familie  
kniptorren (Elateridae).
Het geslacht is voor het eerst wetenschappelijk beschreven in 1906 door Fleutiaux.

## Soorten
Het geslacht omvat de volgende soorten:
- Dulius aberrans Fleutiaux, 1906
- Dulius rufangulus Fleutiaux, 1932